# Kunama (Volk)

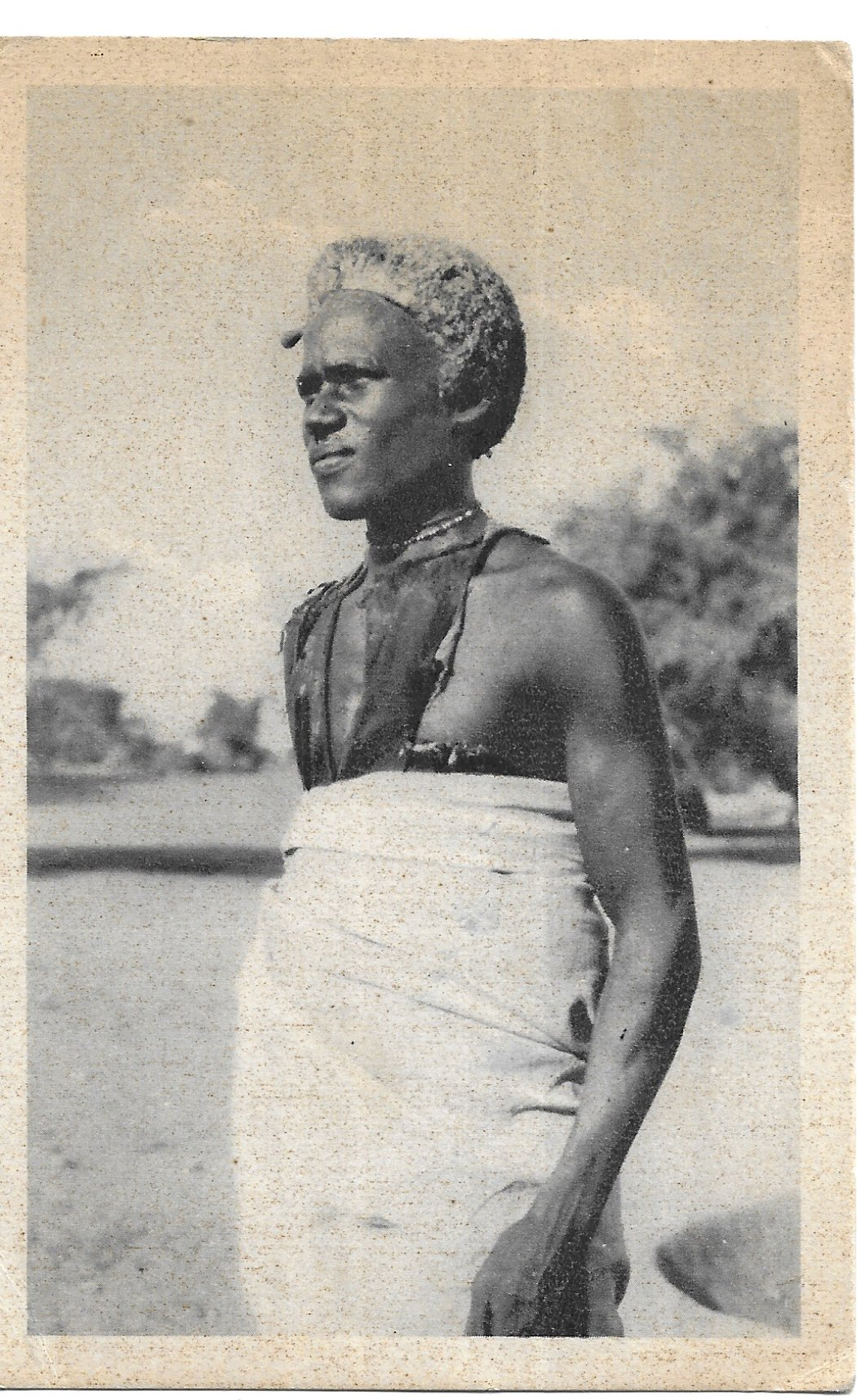
Jugendlicher Kunama

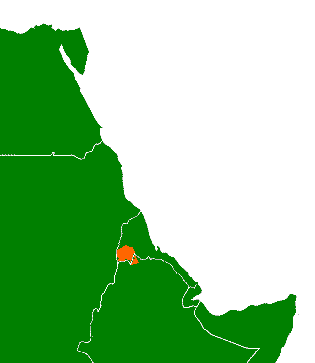
Verbreitungsgebiet der Kunama

Die Kunama (früher auch Baza oder Bazen) sind eine ethnische Gruppe in Gash-Barka im westlichen Eritrea. Mit etwa 260.200 Angehörigen sind sie eine der kleineren Volksgruppen Eritreas. Einige Kunama leben auch südlich der Grenze in Äthiopien. Ihre Sprache, das Kunama, gehört zum Nilosaharanischen.

## Geschichte
Die Kunama sollen aus dem Niltal im heutigen Sudan in das heutige Eritrea eingewandert sein. Es gibt mehrere Erwähnungen durch arabische Reisende. Die Kunama wurden Opfer von Raubzügen durch Volksgruppen aus dem Hochland. Ein herausstechender Raubzug war der 1886 von Ras Alula durchgeführte, bei dem zwei Drittel der Kunama und Nara getötet wurden.

## Religion und Kultur
Sie sind nilotischen Ursprungs, ursprünglich alle Anhänger einer traditionellen ethnischen Religion. Etwa 70 % der Kunama halten noch an ihrem Naturglauben fest, der Rest hat bereits den Islam oder das Christentum angenommen.
Die Kunama sind matrilinear organisiert, vererbt wird also von der Mutter an die Tochter, nicht vom Vater auf den Sohn. Die Frauen genießen mehr Freiheiten und Entscheidungsgewalt als die Frauen der anderen Volksgruppen.
Die Musik der Kunama ist auch bei Angehörigen anderer Volksgruppen in Eritrea beliebt.